# Tampa Bay Buccaneers 2011
La stagione 2011 dei Tampa Bay Buccaneers è stata la 36ª della franchigia nella National Football League, la terza e ultima con Raheem Morris come capo-allenatore.
Pur non avendo centrato i playoff nella stagione precedente, la squadra veniva da un buon record di 10-6. I Bucs però scesero a un bilancio di 4-12 ed ebbero una delle peggior difese della NFL nel 2011. Tampa Bay subì il maggior numero di punti della lega (494), il peggior numero di yard medie a giocata (6,3), il peggior numero di yard per passaggi tentati (7,6), il peggior numero di yard su corsa concesse (2.497) e il peggior numero di touchdown su corsa concessi (26).

## Scelte nel Draft 2011
| Giro | Scelta | Giocatore       | Ruolo              | College    |
| ---- | ------ | --------------- | ------------------ | ---------- |
| 1    | 20     | Adrian Clayborn | Defensive end      | Iowa       |
| 2    | 51     | Da'Quan Bowers  | Defensive end      | Clemson    |
| 3    | 84     | Mason Foster    | Outside linebacker | Washington |
| 4    | 116    | Luke Stocker    | Tight end          | Tennessee  |
| 5    | 151    | Ahmad Black     | Strong safety      | Florida    |
| 6    | 187    | Allen Bradford  | Running back       | USC        |
| 7    | 222    | Anthony Gaitor  | Cornerback         | FIU        |
| 7    | 238    | Daniel Hardy    | Tight end          | Idaho      |

## Staff
| Staff dei Tampa Bay Buccaneers nella stagione 2011 |
| --- |
| Organi dirigenziali - Proprietario/Presidente: Malcolm Glazer - Co-Chairman: Bryan Glazer, Edward Glazer e Joel Glazer - General Manager: Mark Dominik Capo allenatore - Raheem Morris Altri allenatori - Assistente capo allenatore: Jay Kaiser - Assistente Wide Receiver: Tim Berbenich - Assistente Offensive Line: Tim Holt - Assistente dei Linebacker: Tyrone Pettaway - Coordinatore forza/condizione: Kurtis Shultz - Assistente forza/condizione: Chris Keenan Allenatori dell'attacco - Coordinatore dell'attacco: Greg Olsen - Quarterback: Alex Van Pelt - Running Back: Steve Logan - Wide Receiver: Eric Yarber - Tight End: Alfredo Roberts - Offensive Line: Pat Morris Allenatori della difesa - Coordinatore della difesa: Vacante - Defensive Line: Keith Millard e Grady Stretz - Linebacker: Joe Baker - Defensive Back: Jimmy Lake Allenatori dello special team - Coordinatore dello special team: Dwayne Stukes - Assistente coordinatore dello special team: Byron Storer |

## Roster
| Roster dei Tampa Bay Buccaneers nella stagione 2011 |
| --- |
| Quarterback - 12 Rudy Carpenter - 5 Josh Freeman - 11 Josh Johnson Running Back - 27 LeGarrette Blount - 44 Erik Lorig FB - 28 Kregg Lumpkin - 32 Mossis Madu Wide Receiver - 17 Arrelious Benn - 89 Dezmon Briscoe - 87 Preston Parker PR - 81 Michael Spurlock - 18 Sammie Stroughter KR - 19 Mike Williams Tight End - 80 Zach Pianalto - 88 Luke Stocker - 82 Kellen Winslow II Offensive Linemen - 69 Demar Dotson T - 52 Jeff Faine C - 73 Derek Hardman G - 75 Davin Joseph G - 62 Ted Larsen G - 77 James Lee T - 70 Donald Penn T - 65 Jeremy Trueblood T - 76 Jeremy Zuttah G Defensive Linemen - 71 Michael Bennett DE - 91 Da'Quan Bowers DE - 94 Adrian Clayborn DE - 72 Jovan Haye DT - 95 Albert Haynesworth DT - 90 Roy Miller DT - 98 Frank Okam DT - 92 Brian Price DT - 53 Nick Reed DE - 50 Daniel Te'o-Nesheim DE Linebacker - 58 Quincy Black OLB - 59 Mason Foster MLB - 54 Geno Hayes OLB - 57 Adam Hayward MLB - 56 Dekoda Watson OLB Defensive Back - 22 Larry Asante FS - 20 Ronde Barber CB - 31 E.J. Biggers CB - 43 Ahmad Black FS - 24 Anthony Gaitor CB - 36 Tanard Jackson FS - 26 Sean Jones SS - 23 Myron Lewis CB - 41 Coery Linch SS - 33 Elbert Mack CB Special Team - 10 Connor Barth K - 48 Andrew Economos LS - 9 Michael Koenen P Lista delle riserve - 96 Tim Crowder DE (IR) - 51 Jacob Cutrera OLB (IR) - 34 Earnest Graham RB/FB (IR) - 35 Cody Grimm S (IR) - 30 Devin Holland S (IR) - 97 George Johnson DE (IR) - 79 John McCargo DT (IR) - 93 Gerald McCoy DT (IR) - 25 Aqib Talib CB (IR) - 86 Raymond Webber WR (IR) - 78 E.J. Wilson DE (IR) Squadra di allenamento - -- Mike Balogun MLB - 68 Lamar Divens DT - 85 Collin Franklin TE - 15 Ed Gant WR - 64 Mike Ingersoll T - 7 Brett Ratliff QB - 66 Chris Riley T - 45 Austin Sylvester FB 53 attivi, 11 inattivi, 8 nella squadra di allenamento |
| Legenda - I rookie sono in corsivo. - Il primo ruolo è il principale mentre gli eventuali successivi indicano i ruoli secondari. - (IR) sta per Injured Reserve ed indica la lista ristretta per un solo giocatore infortunato che può tornare ad allenarsi dopo la settimana 6 e a rientrare in prima squadra dopo che questa ha giocato 8 partite. - (NF-Inj.) / (NF-Ill.) stanno rispettivamente per Non-Football Injured e Non-Football Illness ed indicano le liste dove viene inserito un giocatore che ha un infortunio o una malattia non dipendente dal football americano. - (PUP) sta per Physically Unable to Perform ed indica la lista dove viene inserito un giocatore mentre è in attesa di recuperare la condizione fisica. Nella stagione regolare dopo la sesta partita giocata dalla propria squadra, il giocatore ha tempo tre settimane per riprendere ad allenarsi, più tre settimane aggiuntive dal suo rientro agli allenamenti per rientrare in prima squadra. |

## Calendario

### Stagione regolare
| Turno | Data               | Ora                | Avversario             | Risultato          | Risultato          | Stadio                                                | TV                 | Tabellino          |
| Turno | Data               | Ora                | Avversario             | Punteggio          | Record             | Stadio                                                | TV                 | Tabellino          |
| ----- | ------------------ | ------------------ | ---------------------- | ------------------ | ------------------ | ----------------------------------------------------- | ------------------ | ------------------ |
| 1     | 11/9               | 1:00 p.m. EDT      | Detroit Lions          | S 20–27            | 0–1                | Raymond James Stadium                                 | Fox                | Recap              |
| 2     | 18/9               | 1:00 p.m. EDT      | @ Minnesota Vikings    | V 24–20            | 1–1                | Mall of America Field at Hubert H. Humphrey Metrodome | Fox                | Recap              |
| 3     | 25 /9              | 4:15 p.m. EDT      | Atlanta Falcons        | V 16–13            | 2–1                | Raymond James Stadium                                 | Fox                | Recap              |
| 4     | 3/10               | 8:30 p.m. EDT      | Indianapolis Colts     | V 24–17            | 3–1                | Raymond James Stadium                                 | ESPN               | Recap              |
| 5     | 9/10               | 4:05 p.m. EDT      | @ San Francisco 49ers  | S 3–48             | 3–2                | Candlestick Park                                      | Fox                | Recap              |
| 6     | 16/10              | 4:15 p.m. EDT      | New Orleans Saints     | V 26–20            | 4–2                | Raymond James Stadium                                 | Fox                | Recap              |
| 7     | 23/10              | 1:00 p.m. EDT      | Chicago Bears          | S 18–24            | 4–3                | Wembley Stadium (Londra, Inghilterra)                 | Fox                | Recap              |
| 8     | Settimana di pausa | Settimana di pausa | Settimana di pausa     | Settimana di pausa | Settimana di pausa | Settimana di pausa                                    | Settimana di pausa | Settimana di pausa |
| 9     | 6/11               | 1:00 p.m. EST      | @ New Orleans Saints   | S 16–27            | 4–4                | Mercedes-Benz Superdome                               | Fox                | Recap              |
| 10    | 13/11              | 1:00 p.m. EST      | Houston Texans         | S 9–37             | 4–5                | Raymond James Stadium                                 | CBS                | Recap              |
| 11    | 20/11              | 1:00 p.m. EST      | @ Green Bay Packers    | S 26–35            | 4–6                | Lambeau Field                                         | Fox                | Recap              |
| 12    | 27/11              | 1:00 p.m. EST      | @ Tennessee Titans     | S 17–23            | 4–7                | LP Field                                              | Fox                | Recap              |
| 13    | 4/12               | 1:00 p.m. EST      | Carolina Panthers      | S 19–38            | 4–8                | Raymond James Stadium                                 | Fox                | Recap              |
| 14    | 11/12              | 1:00 p.m. EST      | @ Jacksonville Jaguars | S 14–41            | 4–9                | Everbank Field                                        | Fox                | Recap              |
| 15    | 17/12              | 8:20 p.m. EST      | Dallas Cowboys         | S 15–31            | 4–10               | Raymond James Stadium                                 | NFLN               | Recap              |
| 16    | 24/12              | 1:00 p.m. EST      | @ Carolina Panthers    | S 16–48            | 4–11               | Bank of America Stadium                               | Fox                | Recap              |
| 17    | 1/1                | 4:15 p.m. EST      | @ Atlanta Falcons      | S 24–45            | 4–12               | Georgia Dome                                          | Fox                | Recap              |

Legenda
Gli avversari della propria division sono in grassetto
 #  indica che i Buccaneers hanno indicato le divise bianche in casa.
 #  indica una gara di International Series a Londra.
     indica che la squadra ha indossato le vecchie divise arancioni in casa.
     indica che la gara è stata oscurata nelle televisioni locali a causa della bassa presenza di pubblico e delle scarse vendite di biglietti